# Rüdiger Safranski

## Vida
De 1965 a 1972, Safranski estudou filosofia (entre outros, com Theodor W. Adorno), germanística, história e história da arte na Universidade Goethe em  Frankfurt am Main Bem como na Universidade Livre em Berlim (então Berlim Ocidental). Depois, trabalhou como professor adjunto de literatura alemã de 1972 a 1977. Obteve um PhD da Universidade Livre de Berlim em 1976 com uma dissertação intitulada "Estudos para o Desenvolvimento da Literatura dos Trabalhadores na República Federal" ("Studien zur Entwicklung der Arbeiterliteratur in der Bundesrepublik"). No final da década de 1970, trabalhou como coeditor de Berliner Hefte, uma revista sobre a vida literária. De 1977 a 1982, Safranski trabalhou como conferencista de educação para adultos. Desde 1987 trabalha como escritor freelance.

## Obras traduzidas em português
- Schopenhauer e os anos mais selvagens da filosofia, 2011, tradução de William Lagos (Schopenhauer und die wilden Jahre der Philosophie. Eine Biographie)
- Romantismo: uma questão alemã, 2012, tradução de Rita Rios (Romantik. Eine deutsche Affäre)
- Um Mestre da Alemanha: Heidegger e o Seu Tempo, 2002 e Heidegger: Um mestre da Alemanha entre o bem e o mal, 2019, tradução de Lya Luft (Ein Meister aus Deutschland. Heidegger und seine Zeit)
- Nietzsche: Biografia de uma tragédia, 2019, tradução de Lya Luft (Nietzsche. Biographie seines Denkens)

## Opiniões sobre as obras de Safranski na imprensa brasileira
"Sem dúvida um dos maiores filósofos de todos os tempos, o alemão Martin Heidegger, ainda tem que carregar um penoso fardo, mesmo após sua morte, há quase 25 anos: a simpatia do pensador com o regime nazista de Adolf Hitler, na II Guerra Mundial. É essa estranha controvérsia que é discutida em "Heidegger, um mestre na Alemanha entre o bem e o mal", uma biografia escrita pelo professor e também filósofo alemão Rüdiger Safranski, lançada no Brasil pela editora Geração Editorial. [...] Safranski trabalha a eterna controvérsia de Heidegger à exaustão nas 518 páginas do livro. Em nenhuma outra biografia do filósofo as ambiguidades são esclarecidas de forma tão original quanto na obra de Safranski".
"Rüdiger é um filósofo-escritor brilhante porque semeia ideias, dispara sobre o leitor projetos de pensamento. Como ele fez isso? É simples, e não exatamente fácil. Descreveu até a alma cada filósofo, cada filosofia, cada fato arrolado nas metafísicas da vida."
"[O] livro de Safranski tem o mérito inegável de apresentar com cores vivas e grande desenvoltura o retrato espiritual de um pensador [Nietzsche] sem o qual nosso presente, e aquilo que ele traz embutido de mais perigoso e promissor, seria de todo incompreensível."

## Prêmios
- 1995: Prêmio Friedrich Märker para ensaístas
- 1996: Medalha Wilhelm Heinse da Mainzer Akademie der Wissenschaften und der Literatur (Academia de Mainz de Ciências e Literatura)
- 1998: Prêmio Ernst Robert Curtius para ensaios
- 2000: Prêmio Friedrich Nietzsche do estado da Saxônia-Anhalt
- 2003: Premio Internazionale Federico Nietzsche da Sociedade Nietzsche italiana
- 2005: Prêmio da Feira do Livro de Leipzig na categoria livro de não ficção/ensaios para Schiller oder Die Erfindung des Deutschen Idealismus (Schiller ou A Descoberta do Idealismo Alemão)
- 2006: Prêmio Friedrich Hölderlin da cidade de Bad Homburg; prêmio de literatura do jornal Die Welt
- 2009: Prêmio literário Corine; prêmio de honra do primeiro-ministro da Baviera pela obra de sua vida
- 2009: Ordem de Mérito da República Federal Alemã
- 2010: Anel de Honra Paul Watzlawick da Associação Médica (Ärztekammer) de Viena[5]
- 2011: Prêmio de Arte da Suábia Superior
- 2011: Prêmio Allgäu de Filosofia
- 2013: Estrela do Ano do jornal Abendzeitung de Munique na categoria "livro de não ficção"[6]
- 2014: Prêmio da Fundação Josef Pieper
- 2014: Prêmio Literário da  Fundação Konrad Adenauer
- 2014: Prêmio Thomas Mann
- 2017: Prêmio Ludwig Börne
- 2017: Medalha E.T.A. Hoffmann da Sociedade E.T.A. Hoffmann[7]
- 2018: Prêmio Nacional Alemão[8]